# Homaloptera orthogoniata
Homaloptera orthogoniata és una espècie de peix de la família dels balitòrids i de l'ordre dels cipriniformes.

## Morfologia
Els mascles poden assolir els 13 cm de longitud total.

## Distribució geogràfica
Es troba des de Tailàndia i Laos fins a Indonèsia.